# Jean Monuma
Jean Junior Monuma Constant (ur. 1 kwietnia 1982) – haitański piłkarz występujący na pozycji pomocnika, zawodnik AS Sud-Est.

## Kariera klubowa
Monuma rozpoczynał swoją piłkarską karierę w drużynie Don Bosco FC z siedzibą w mieście Pétionville. Następnie grał w RC Haïtien, a w 2015 wrócił do Don Bosco. W 2017 odszedł do AS Sud-Est.

## Kariera reprezentacyjna
W seniorskiej reprezentacji Haiti Monuma zadebiutował 19 listopada 2008 w zremisowanym 1:1 spotkaniu z Surinamem w ramach eliminacji do Mistrzostw Świata 2010, na które jego drużyna nie zdołała się jednak zakwalifikować. Premierowego gola w kadrze narodowej strzelił 18 listopada 2010 w wygranym 1:0 meczu towarzyskim z Katarem. Wziął udział w trzech meczach wchodzących w skład eliminacji do Mistrzostw Świata 2014, podczas których wpisał się na listę strzelców w konfrontacji z Wyspami Dziewiczymi Stanów Zjednoczonych (6:0), jednak Haitańczycy ponownie nie awansowali na mundial.